# 威廉·奥斯特瓦尔德
弗里德里希·威廉·奥斯特瓦尔德（1853年9月2日—1932年4月4日），出生于拉脱维亚的德国籍物理化学家。他提出了稀释定律，对电离理论和质量作用定律进行了验证。他将热力学原理引入结晶学和催化现象的研究中，解释了自然和生产中的许多现象，并成功地完成了催化剂的工业应用，提出了奥斯特瓦尔德过程。
他也是出色的教材作者和卓越的学术组织者，创立过多种期刊，培养了大量的年青研究者，使得物理化学得以成为一门独立的科学和其他化学的理论基础，因此被认为是物理化学的创立者之一。另外他在颜色学、科学史和哲学方面也有独到的贡献。1909年因其在催化剂的作用、化学平衡、化学反应速率方面的研究的突出贡献，被授予诺贝尔化学奖 。

## 早年研究
1853年，奥斯特瓦尔德出生于利沃尼亚地区的里加（当时属俄罗斯帝国管辖，现为拉脱维亚首都），父亲是一个箍桶匠，母亲是面包师的女儿，两人都是波罗的海德意志人。奥斯特瓦尔德是他们的次子。奥斯特瓦尔德少年时被送入自然科学教育和实用技术并重的一所文实中学（Realgymnasium）进行学习，这使得他比较早的接触到了自然科学知识。1872年1月他进入利沃尼亚地区历史最悠久的多帕特大学（现属爱沙尼亚）就读，在化学家卡尔·施密特和施密特的助手Johann Lemberg的影响下对化学产生了浓厚的兴趣，学会了有机与分析化学中常用的各种定量分析方法和关于化学亲和力、化学平衡和反应速率方面的基本原理。
大学毕业后，奥斯特瓦尔德留在多帕特大学，在物理学家阿瑟·范·奥丁根的指导下，进行了各种物理分析手段的训练，这奠定了他之后一直坚持的研究方向与方法：结合物理手段与化学分析来进行科学研究。他开始对丹麦物理学家尤利乌斯·汤姆森（Julius Thomsen）提出的通过测量反应放出的热量来比较化学亲和力的假设产生兴趣，希望类似的通过测量化学过程中的体积变化和折射率的变化来比较物质的化学亲和力，为此他作了大量的实验，在1878年底以《体积化学与光化学研究》的论文取得博士学位。奥斯特瓦尔德在这一阶段所做的独创性研究，使得他的研究工作开始被科学界所重视。1880年奥斯特瓦尔德和海莲内·冯·赖黑尔(Helene von Reyher)结婚，生有五个孩子，其中的沃尔夫冈·奥斯特瓦尔德后来成为胶体化学研究的核心人物。

## 里加时期的研究

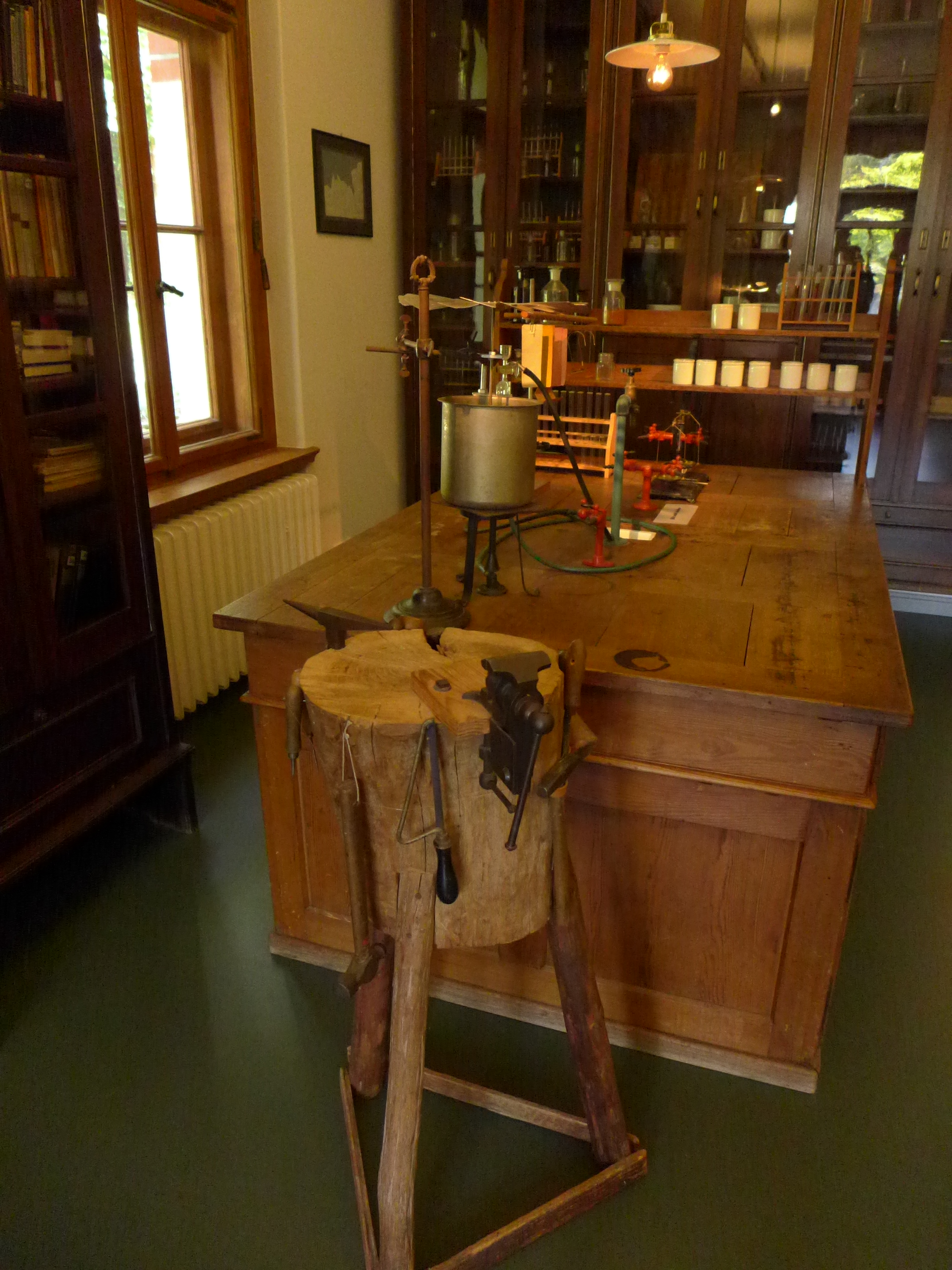
奥斯特瓦尔德的实验室

1881年奥斯特瓦尔德回到里加，担任里加综合技术学院（现里加技术大学）的化学教授。他开始建立实验室和开展他感兴趣的化学动力学的研究工作，希望可以通过比较化学反应的速率来比较各种物质的化学亲和力，为此他在1883年1月对欧洲大陆的先进实验室进行和考察，并和当时一流的化学家亥姆霍兹和拜耳等人进行了交流。1884年他读到了乌普萨拉大学博士生斯凡特·奥古斯特·阿伦尼乌斯的毕业论文。阿伦尼乌斯在论文中提出了电离假设，不被教授们接受，只得到了很低的分数。奥斯特瓦尔德则很感兴趣，当年夏天，已经在化学界小有名气的奥斯特瓦尔德前往瑞典和阿伦尼乌斯见面，这被认为是对初生的电离理论的支持。1885年起奥斯特瓦尔德设计和进行了大量实验，提出通过测量电导来估计弱酸弱碱在稀溶液中的电离度的方法。
奥斯特瓦尔德在里加的另一个重要工作是编写与翻译化学著作。他从1880年开始写作《普通化学概论》这一教科书，并不断希望用新的物理化学进展来诠释其中的概念。同时他努力宣传阿伦尼乌斯和荷兰物理化学家雅各布斯·亨里克斯·范托夫关于化学动力学的工作，这些著作出版后大受欢迎，但也受到不少学者的反对。因为当时欧洲大陆很多学者囿于有机化学和分析化学的经验，认为只有发现元素和合成新物质是化学家的工作，而称奥斯特瓦尔德等人为“离子家”。面对这种责难，奥斯特瓦尔德创办了世界第一种物理化学期刊《国际物理化学与化学物理研究》（德语：Zeitschrift für Physikalische Chemie），努力将物理化学从有机和分析化学中独立出来，他自己一直主编这本刊物到1922年。

## 莱比锡时期
1887年奥斯特瓦尔德接受聘请，担任德国莱比锡大学的化学教授，他一直任此职到1906年。在这将近二十年的时间中，奥斯特瓦尔德的杰出的研究能力和学术组织才能充分体现了出来。他组建了先进的物理化学实验室，吸引了整个欧洲各地乃至美国的年轻研究者前来。在他的领导下，莱比锡大学成为当时欧洲物理化学研究的一个中心，正如他的学生弗里德里克·唐南所说的“当你遇到困难时，他总会解决的办法；当你没有困难时，他总能给你新的思路”。这一阶段他的研究方向主要有化学热力学、动力学、溶液的依数性和催化现象等

### 化学热力学、动力学研究

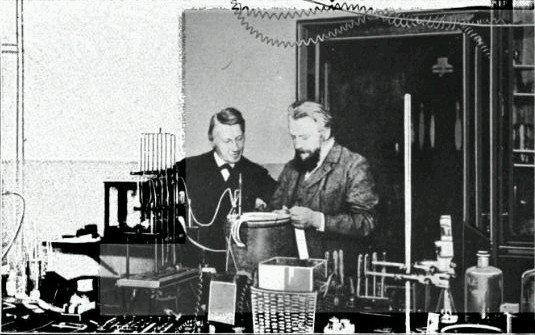
范托夫(左)和奥斯特瓦尔德

奥斯特瓦尔德曾邀请阿伦尼乌斯和范托夫前来莱比锡大学访问和工作；邀请电学理论和实验基础都很扎实的瓦尔特·能斯特作为助手以继续对于电离理论和质量作用定律的实验论证。1888年奥斯特瓦尔德从质量作用定律和电离理论出发推导出描述电导、电离度和离子浓度关系的奥斯特瓦尔德稀释定律，并且通过大量实验数据验证了这一关系：
{\displaystyle {\mathsf {K_{p}={\frac {c(K^{+})\cdot c(A^{-})}{c(KA)}}={\frac {\alpha ^{2}}{1-\alpha }}\cdot c_{0}}}}
Kp：在溶液极稀时近似为常数。电离度：c(A−) 阴离子浓度：c(K+) 阳离子浓度：c0：弱酸或弱碱的整体浓度 c(KA)：电离后电解质的浓度。
这一定律使质量作用定律和电离理论成功地应用在处理部分电离弱酸弱碱体系，为这两个当时尚是假设的观点提供了支持。同时奥斯特瓦尔德敏锐的感觉到化学反应的级数问题，和范托夫共同提出了通过浓度随时间的变化来估算化学反应级数的方法，自己又提出了孤立法以解决复杂反应的级数问题。1891年奥斯特瓦尔德又使用电离理论成功解释了酸碱指示剂的原理。

### 溶液的依数性与结晶学研究

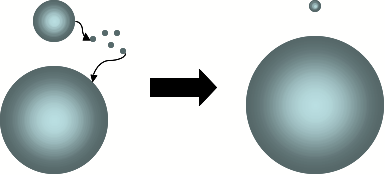
奥斯特瓦尔德熟化的基本表示

在对溶液的物理化学研究方面，奥斯特瓦尔德遇到了难以控制稳定温度的问题，于是他邀请恩斯特·奥托·贝克曼作为助手设计精确的温度测量设备（即后来所称的贝克曼温度计）和恒温槽，以便精确的研究稀溶液的依数性，如溶液加入电解质或者其他组分之后产生的蒸气压下降、沸点上升、凝固点下降等现象。他们用这套设备验证了拉乌尔定律，并对范托夫当时提出的渗透压等概念进行了测量。1900年左右奥斯特瓦尔德在对溶液粘度性质的测量时，发明了奥斯特瓦尔德黏度计，至今仍然被广泛使用，另一说是由他的儿子沃尔夫冈·奥斯特瓦尔德所发明。
另外他还使用精确的温度测量设备进行了大量的结晶学研究，将物理化学中的自由能概念引入对结晶过程的分析，提出了两个至今常用的概念，一是奥斯特瓦尔德规则，即液体在结晶过程中，并不会直接生成最稳定的晶相，而是先生成最不稳定的晶相，然后随着温度的继续降低或者时间的推移，逐步向更稳定的晶相转变，所以在晶体中会存在多中晶相共存的情况。另一个是奥斯瓦尔德熟化（Ostwald Ripening）。如同右图中描述的，溶液中产生的较小的晶体微粒因曲率较大，能量较高，所以会逐逐渐溶解到周围的介质中，然后会在较大的晶体微粒的表面重新析出，这使得较大的晶体微粒进一步增大。 这一过程近来已经被广泛应用在纳米粒子的制备中。

### 催化现象的研究

奥斯特瓦尔德过程中的化学反应

除了电离理论、溶液的依数性和结晶学以外，奥斯特瓦尔德还是催化现象研究的开创者。“催化”这一概念是由瑞典化学家贝采利乌斯最先提出的，提出后就遭到尤利乌斯·李比希的反对，随后的几十年中，对于催化剂和催化现象的本质的争论一直没有终止。1888年奥斯特瓦尔德提出他所认为的催化剂本质，即“可以加快反应的速度但不是反应发生的诱因”，这一定义被当时的化学界普遍接受。1890年他发表文章，提出了自然界广泛存在的“自催化”现象。之后他和助手乔治·布瑞迪希（Georg Bredig）合作，对异相催化过程进行了研究。在1895年他发表了《催化过程的本质》，提出了催化剂的另一个特点：在可逆反应中，催化剂仅能加速反应平衡的到达，而不能改变平衡常数。
他把催化的理论知识迅速应用于工业化学项目：在1902年提出了著名的奥斯特瓦尔德过程，即氨气通过催化剂（例如铂）作用被氧化生成一氧化氮，一氧化氮在空气中氧化为二氧化氮，二氧化氮和水反应生成硝酸和一氧化氮，生成的一氧化氮可以重新利用。这一过程实际上在1838年就已经被人申请了专利，但是当时还无法获得大量的氨气作为原料，所以只有学术上的意义。奥斯特瓦尔德遇到了类似的困难，直到1908年左右他获知了德国化学家弗里茨·哈伯等人的合成氨工艺，才将这一制取硝酸的方法工业化，这一方法使得肥料和炸药的产量大量的增加，正如奥斯特瓦尔德自己所说的“工业的关键在于催化剂的使用”，但这一方法也被德国用于生产第一次世界大战中所需的炸药。后来这一过程后来经过奥斯特瓦尔德的学生马克斯·博登斯坦（Max Bodenstein）等人的改进，一直应用到现在。

### 能量学

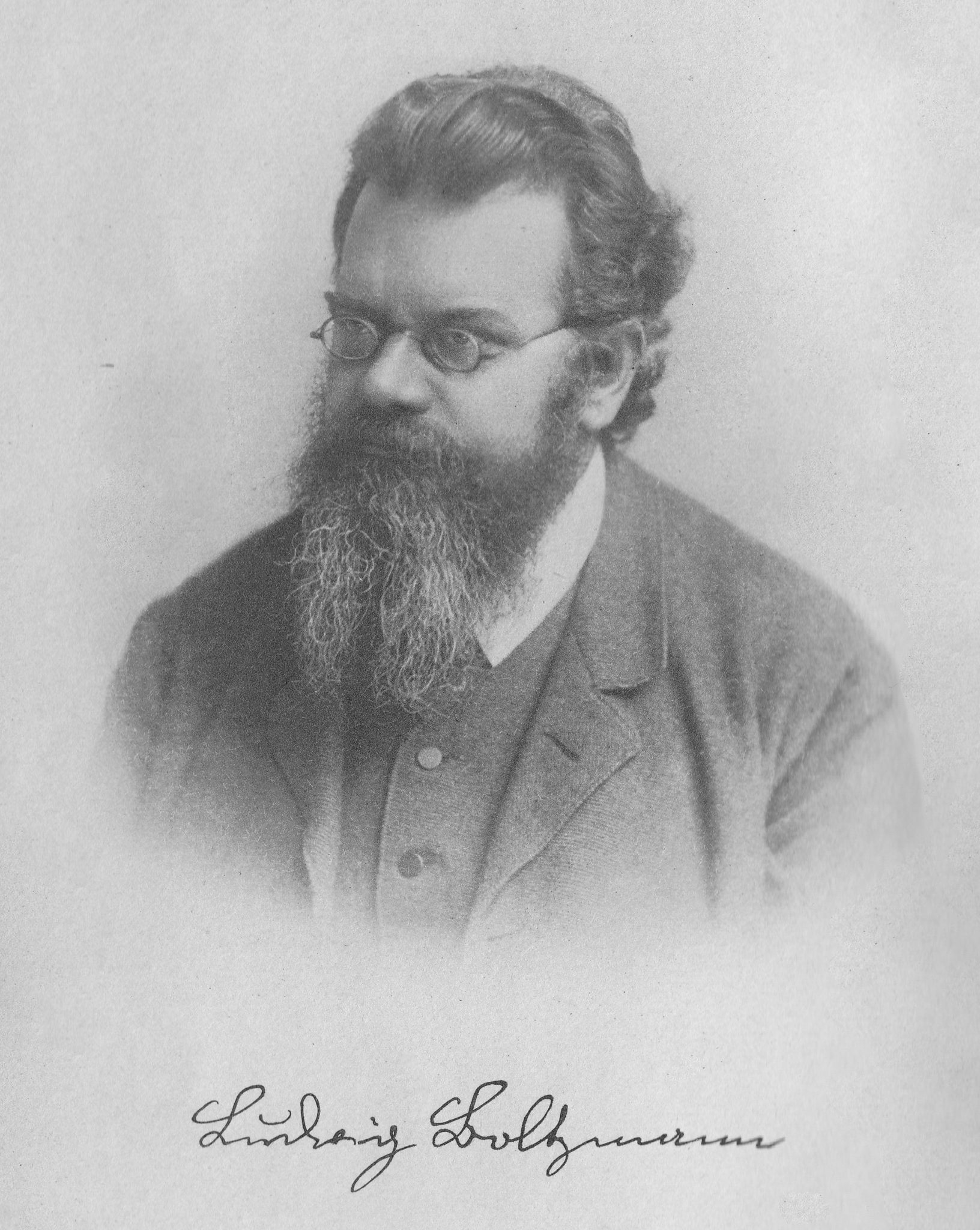
玻尔兹曼

1887年奥斯特瓦尔德初任莱比锡大学教授时候的演讲的题目是“能量与其转变”，当时他的结论是物理化学对能量的研究可以补充其他化学对物质的研究，能量和物质都是实体，但1891年左右他开始形成了他的“能量学”（energetics）概念，认为能量是唯一真实的实在，物质并不是能量的负载者，而只是能量的表现形式。他随即将这一理论推广到了化学领域，主张物质和原子、分子的概念都是多余的，各种现象能够用能量及其转化来满意地加以解释，这引起了其他科学家的极大反对。1895年他在德国吕贝克自然科学家会议上发表了“克服科学的唯物论”的讲演，这是他公开反对原子论的宣言，当即遭到主张原子论的路德维希·玻尔兹曼的激烈反对。自此奥斯特瓦尔德和恩斯特·马赫成为对原子假设持怀疑态度的代表，和玻尔兹曼、马克斯·普朗克等人产生了长期的论战。
不过奥斯特瓦尔德一直仍跟玻尔兹曼保持朋友的关系，并且在1900年成功说服莱比锡大学聘请当时因和马赫的论战而处于困境的玻尔兹曼为教授。1906年他在和阿諾·索末菲的谈话中表示，他通过让·佩兰关于布朗运动的实验才转变过来。并在1909年《普通化学概论》第四版的序言中公开承认了一方面由于约瑟夫·汤姆孙在气体离子方面的工作，另一方面也由于让·佩兰的关于布朗运动的实验对与爱因斯坦的数学模型的符合，使得他自己接受了原子论假设的合理性。有趣的是，反对原子假设的奥斯特瓦尔德却是较早的采用摩尔这个名词来衡量物质的量的科学家，他在1900年左右定义当物质的质量等于其分子量时该物质为1摩尔，而后又定义当气体在标况下的体积为22.4L时，该气体为1摩尔。

### 学术与社会活动
莱比锡时期的奥斯特瓦尔德修订了《普通化学概论》，并在1892年翻译出版了美国物理化学家约西亚·吉布斯的经典之作《论非均相物体的平衡》，而当时吉布斯的著作由于充满了数学推导，在美国还没有人关注。奥斯特瓦尔德的这一译本和勒沙特列在1897年出版的法文译本使得吉布斯关于相平衡的想法被欧洲大陆所接受。他开始组织批注和出版《奥斯特瓦尔德精密科学的经典作家》丛书，收集了从亥姆霍兹的《论力的守恒》开始的经典科学文献，便于人们进行科学与科学史研究。他还组织了德国电化学学会和撰写了巨著《电化学：历史与理论》。

## 晚年

### 颜色学研究

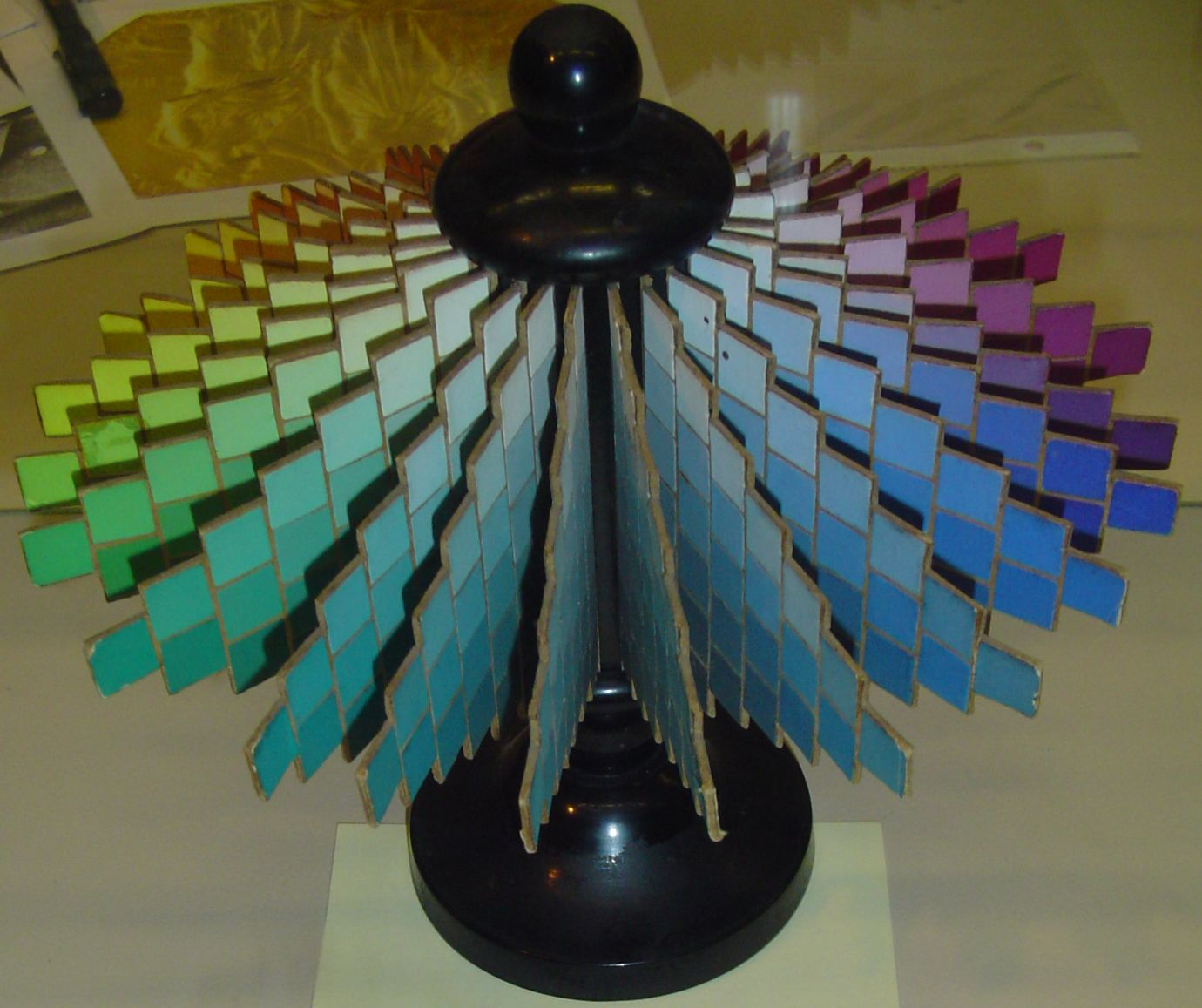
奥斯特瓦尔德色相立体模型

1904年起逐步把兴趣转向能量学和哲学研究的奥斯特瓦尔德和希望他专心于教学和行政任务的莱比锡大学产生了不和。此时正值美国和德国设立了交换教授的计划，奥斯特瓦尔德即成为第一位交换教授，前往美国。他在哈佛大学、麻省理工学院、哥伦比亚大学讲授哲学，使用物理化学的观点来讲解化学，受到欢迎。1906年奥斯特瓦尔德从美国回到德国后即从莱比锡大学退休，开始投身到自己感兴趣的研究和社会活动中。
1910年之后，奥斯特瓦尔德还进行了顔色学的研究，他受到阿尔伯特·亨利·曼塞尔的影响，制定了衡量颜色的笔筒的测量标准，提出了奥斯特瓦尔德色彩系统 。在这个系统他认为所有颜色都可以通过“黑”(B)，“白”(W)和“纯色”(F)三种成分按照一定的面积比例旋转混色得到，而且 W+B+F=100(%)。所以描述一个特定颜色，只要给出三种变量的具体数值就可以了，这使得颜色的调配不必完全依靠视觉，而有了类似科学的定量化方法。接着他用类似于三相相图的办法将纯色，黑，白放在正三角形顶点，形成了“等色相三角形”。这样使得整个系统秩序严密,配色时极为方便。奥斯特瓦尔德色彩系统影响了保罗·克利和先锋派的一些成员，包括彼埃·蒙德里安 

### 社会活动

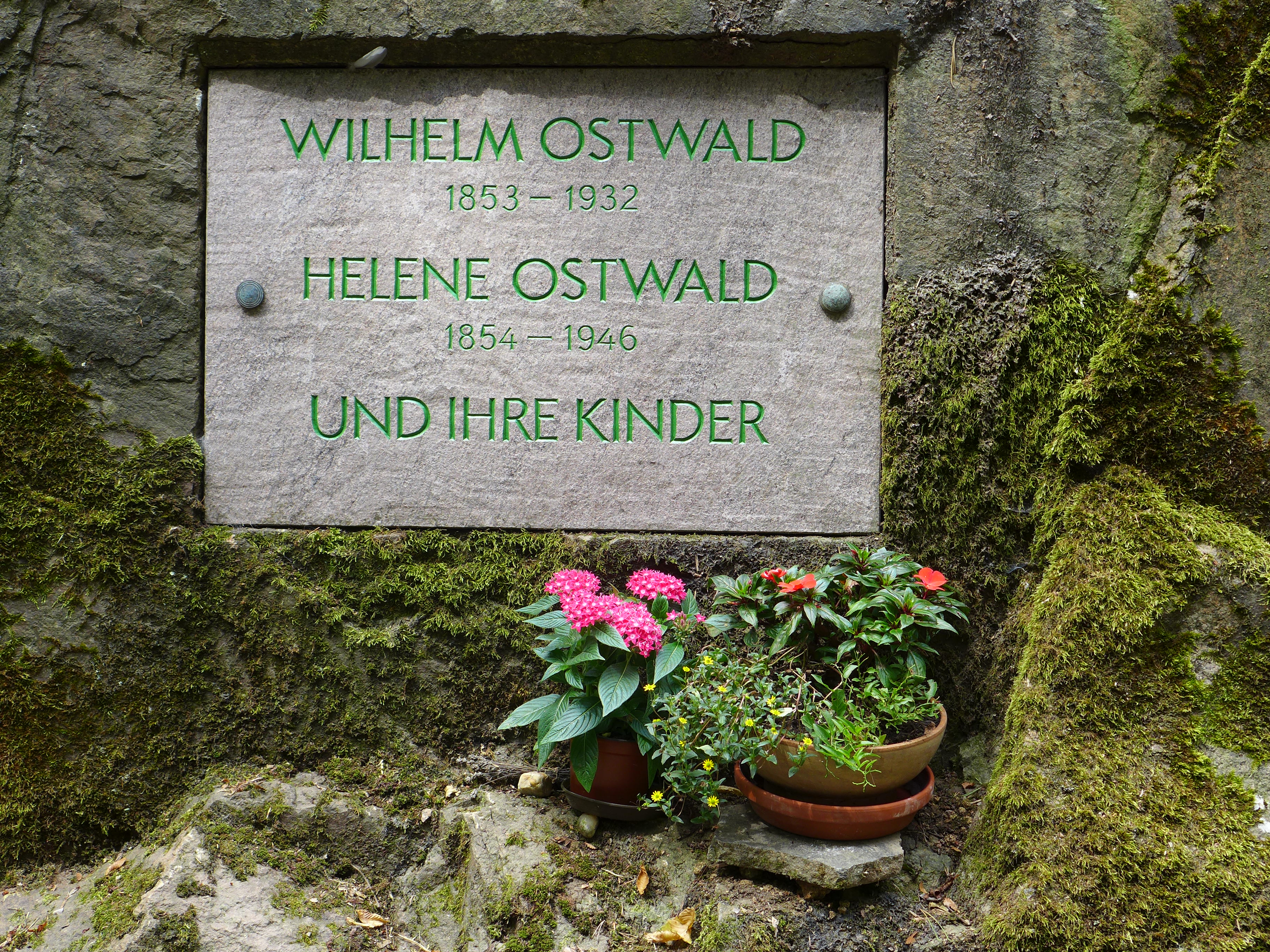
奥斯特瓦尔德之墓

奥斯特瓦尔德晚年参加了一些国际和平运动，并加入了创建国际语言的运动，开始学习世界语，后来支持伊多语的发展。1909年奥斯特瓦尔德因“在催化作用与化学平衡和反应方面的工作，以及由氨制硝酸的方法”获得了诺贝尔化学奖，随即把部分奖金捐赠用于发展伊多语，比如资助他于1908年创办的伊多语杂志《Progreso》
奥斯特瓦尔德接受了恩斯特·海克尔所发展的一元论，成为一元论运动的代表人物，并于1910-1912年担任“一元论同盟”的主席。他通过一元论同盟推广社会达尔文主义和优生学，奥斯特瓦尔德一元论影响了卡尔·荣格对心理类型的分类.。奥斯特瓦尔德甚至还希望建立国际科学家学会，以增加各国学者的交流，但这个愿望因一战爆发而未能实现。一战中他的制取硝酸的专利被用于制造炸药，而他参与的很多学会都停止了活动。
1927年，奥斯特瓦尔德他完成了具有重要史料价值的《生命线·自传》一书，总结了自己几十年的研究经历和学术活动。1932年奥斯特瓦尔德因尿毒症在莱比锡去世，葬于当地，在出生地里加有他的纪念碑。

## 重要著作列表

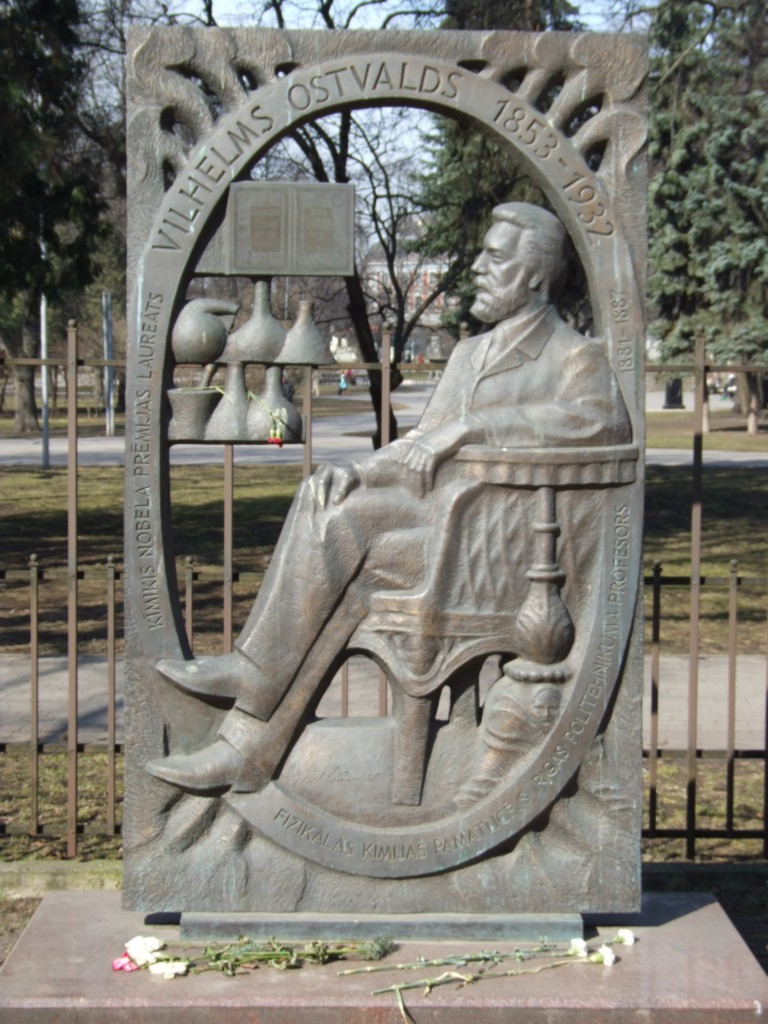
里加的奥斯特瓦尔德纪念碑

- 《自然哲学概论》 1902，有中译本。李醒民译,北京:华夏出版社,2000年1月第1版。
- 《电化学：历史与理论》1910
- 《普通化学概论》 第五版 1917年
- 《生命线·自传》（1927）
- 《生命线·自传111》（1927）